# Bukittinggi
Bukittinggi (en jawi : بوكيت تيڠڬي ; littéralement « haute colline » en malais) est la troisième plus grande ville de la province indonésienne du Sumatra occidental. Sa population est de 121 028 habitants en 2020 pour une superficie de 25,24 km2. Selon une estimation officielle datant de la mi-2023, la population est composée de 61 949 hommes et de 62 098 femmes. Elle se situe dans la zone montagneuse des Hautes Terres de Minangkabau, à 90 km au nord-est de Padang, la capitale de la province. Se trouvant aux coordonnées 0° 18′ 35″ S, 100° 22′ 31″ E
, elle se situe au pied des volcans Singgalang (inactif) et Marapi (toujours actif). À 930 m d'altitude, elle a un climat relativement frais, avec une température entre 16,1° et 24,9 °C.
Bukittinggi est également connue comme une ville touristique de premier plan dans le Sumatra occidental. Elle est jumelée avec Seremban, dans l'état du Negeri Sembilan, en Malaisie. La Jam Gadang (en), une tour horloge située au cœur de la ville, est un symbole de celle-ci et un lieu touristique très visité.

## Histoire
La ville trouve son origine dans cinq villages qui ont servi de base à une place de marché. En 1825, en pleine guerre des Padri, les Hollandais l'utilise comme avant-poste et le nomme Fort de Kock, du nom du gouverneur-général des Indes néerlandaises de l'époque, Hendrik Merkus de Kock.
Une route reliant le fort à la côte ouest de Sumatra est construite de 1833 à 1841, passant par la gorge d'Anai, pour faciliter les mouvements de troupes, réduisant les coûts de transport et donnant un coup de pouce à l'économie agricole. En 1856, les Hollandais y créent une école d'instituteurs (kweekschool), la première à Sumatra, dans le cadre d'une politique d'éducation de la population locale. Une voie ferrée est construite de 1891 à 1894, reliant Bukittinggi à Padang.
Pendant la Seconde Guerre Mondiale, la ville est le quartier général de la 25e Armée japonaise, qui occupait Sumatra.
Durant la révolution nationale indonésienne, Bukittinggi est le théâtre d'une tentative de coup d'État ratée par des milices islamistes contre le gouvernement républicain indonésien en 1947. La ville abrite ensuite un « gouvernement d'urgence de la république d'Indonésie » (Pemerintah Darurat Republik Indonesia ou PDRI) de décembre 1948 à juillet 1949. Les troupes hollandaises occupent la ville lors de leur seconde « action de police » en décembre 1948, après un bombardement de préparation. Les Hollandais rendent la ville à la république dans le cadre du transfert formel de souveraineté en décembre 1949. La ville est officiellement rebaptisée Bukittinggi en 1949.
De 1950 à 1957, Bukittinggi est la capitale d'une province appelée Sumatra central, qui englobait le Sumatra occidental, Riau et Jambi. En février 1958, lors d'une révolte à Sumatra contre le gouvernement indonésien, les rebelles proclament le gouvernement révolutionnaire de la République d'Indonésie (PRRI) à Bukittinggi. Le gouvernement indonésien reprend la ville en mai de la même année.
En octobre 2007, un groupe d'hommes musulmans ont prévu de faire exploser un café de la ville fréquenté par des touristes étrangers, mais le projet est abandonné en raison du risque de tuer des musulmans dans les environs. Depuis 2008, l'administration de la ville a interdit les célébrations de la Saint-Valentin et du Nouvel An, estimant qu'elles ne sont pas conformes aux traditions Minangkabau ou à l'islam et qu'elles pourraient conduire à des « actes immoraux » tels que des jeunes couples s'étreignant et s'embrassant.

## Administration
Bukittinggi a le statut de kota. La ville est divisée en trois kecamatan (districts), eux-mêmes divisés en 24 villages urbains (kelurahan). Les districts sont présentés ci-dessous avec leur superficie et leur population au recensement de 2010 et au recensement de 2020. Le tableau comprend également le nombre de villages dans chaque district.
| Kecamatan               | Surface (km²) | Population 2010 | Population 2020 | Nombre de Kelurahan |
| ----------------------- | ------------- | --------------- | --------------- | ------------------- |
| Guguk Panjang           | 12,16         | 41 643          | 41 391          | 7                   |
| Mandiangin Koto Selayan | 6,83          | 44 928          | 53 035          | 9                   |
| Aur Birugo Tigo Baleh   | 6,25          | 24 741          | 26 602          | 8                   |
| Totaux                  | 25,24         | 111 312         | 121 028         | 24                  |

## Transports

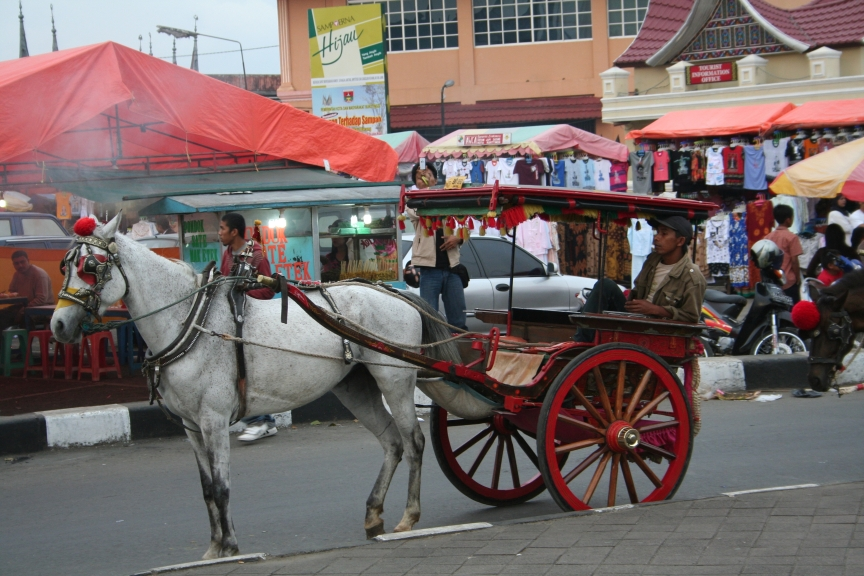
Bendi à Bukittinggi.

Bukittinggi est relié à Padang par la route. Jusqu'au début des années 1980, un service ferroviaire en provenance de Padang Panjang desservait la ville. Pour les transports urbains, Bukittinggi utilise un système de transport public connu sous le nom de « Mersi » (Merapi Singgalang) et « IKABE » qui relie les différents quartiers de la ville. La ville conserve des charrettes traditionnelles tirées par des chevaux, largement connues dans la région sous le nom de Bendi, bien que leur utilisation soit limitée et qu'elles soient plus populaires auprès des touristes, nationaux et étrangers.

## Tourisme
C'est une ville très appréciée des touristes en raison de son climat et de sa situation centrale. Bukittinggi est également une destination de shopping populaire en raison des produits textiles et de mode bon marché, en particulier pour les Malaisiens.
Parmi les lieux à visiter :
- le Canyon Sianok (Ngarai Sianok)
- Lobang Jepang (en) : ancien complexe militaire souterrain utilisé lors de l'occupation japonaise.
- Jam Gadang (en) : tour horloge située au cœur de la ville, datant de 1926.
- les marchés Pasar Atas et Pasar Aur Kuning.
- le Parc Taman Bundo Kanduang : le parc comprend une réplique d'une maison traditionnelle Rumah Gadang (en) (littéralement : « grande maison ») avec l'architecture de toit distinctive de Minangkabau) utilisée comme musée de la culture Minangkabau et comme zoo. L'avant-poste néerlandais Fort de Kock, situé au sommet d'une colline, est relié au zoo par le passage piétonnier du pont Limpapeh (en).
- le Museum Rumah Kelahiran Bung Hatta (« Musée de la maison natale de Bung Hatta ») : maison natale du père fondateur de l'Indonésie, Mohammad Hatta, aujourd'hui transformée en musée.
- Janjang Koto Gadang : connu sous le nom de « Grande Muraille de Koto Gadang ». Il s'agit d'une copie miniature de la grande muraille de Chine, avec des escaliers de cent marches qui relient Bukittinggi au village de Koto Gadang.

Patrimoine culturel
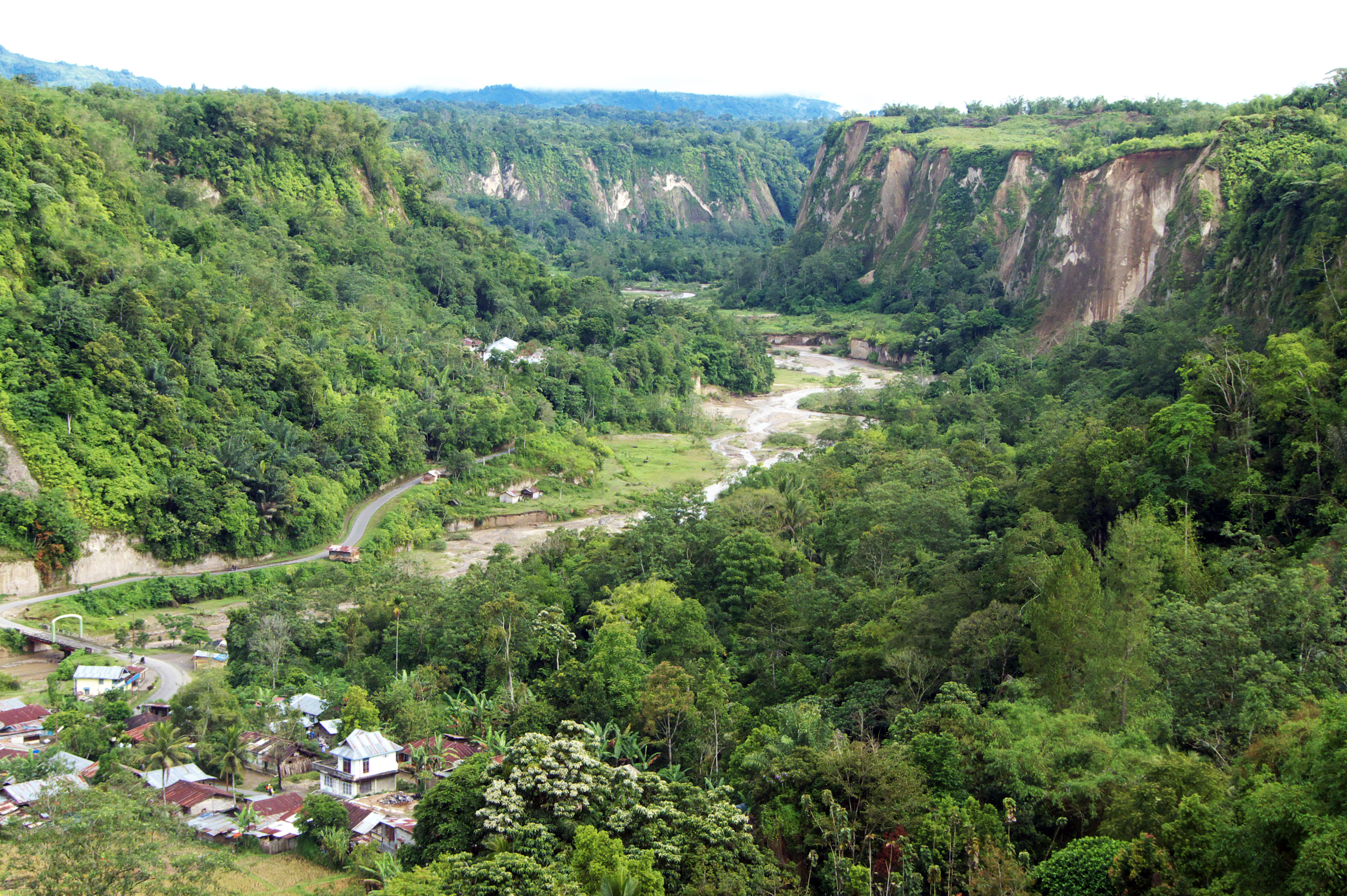
Ngarai Sianok.
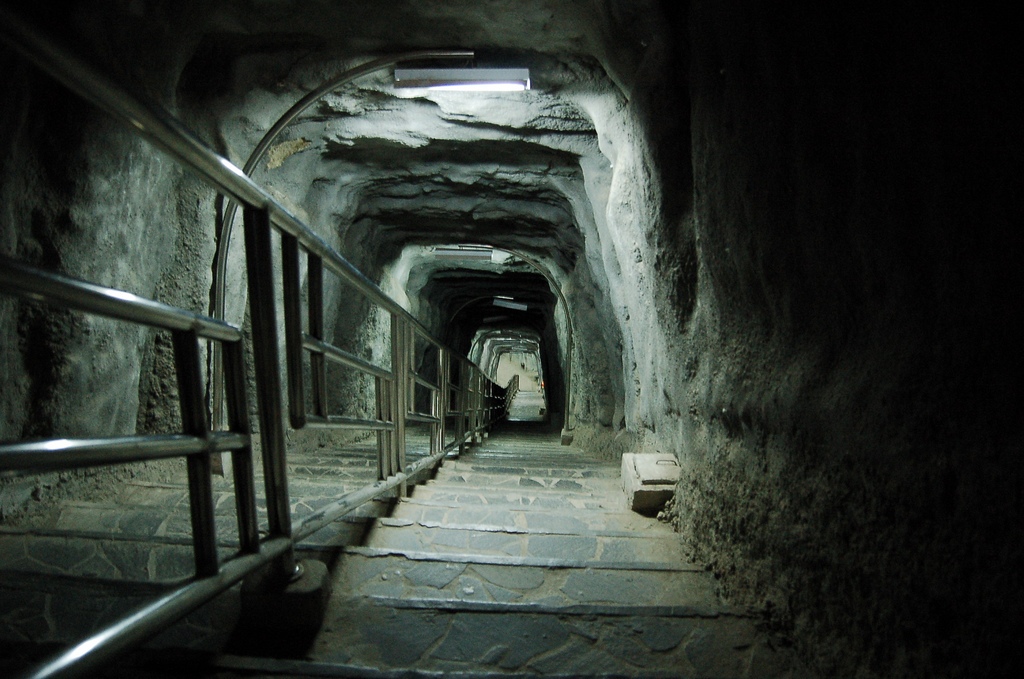
Lobang Jepang
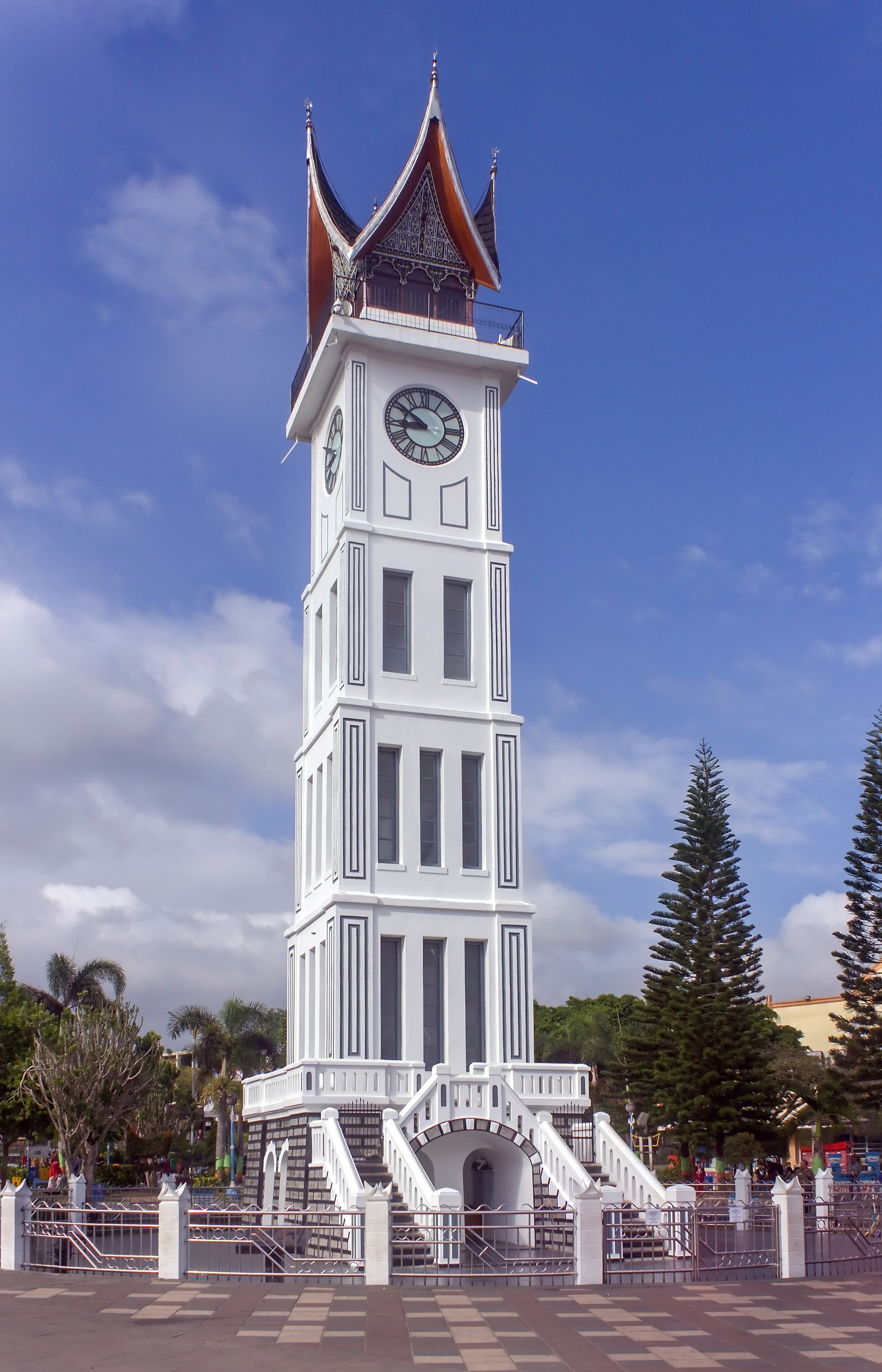
Jam Gadan.
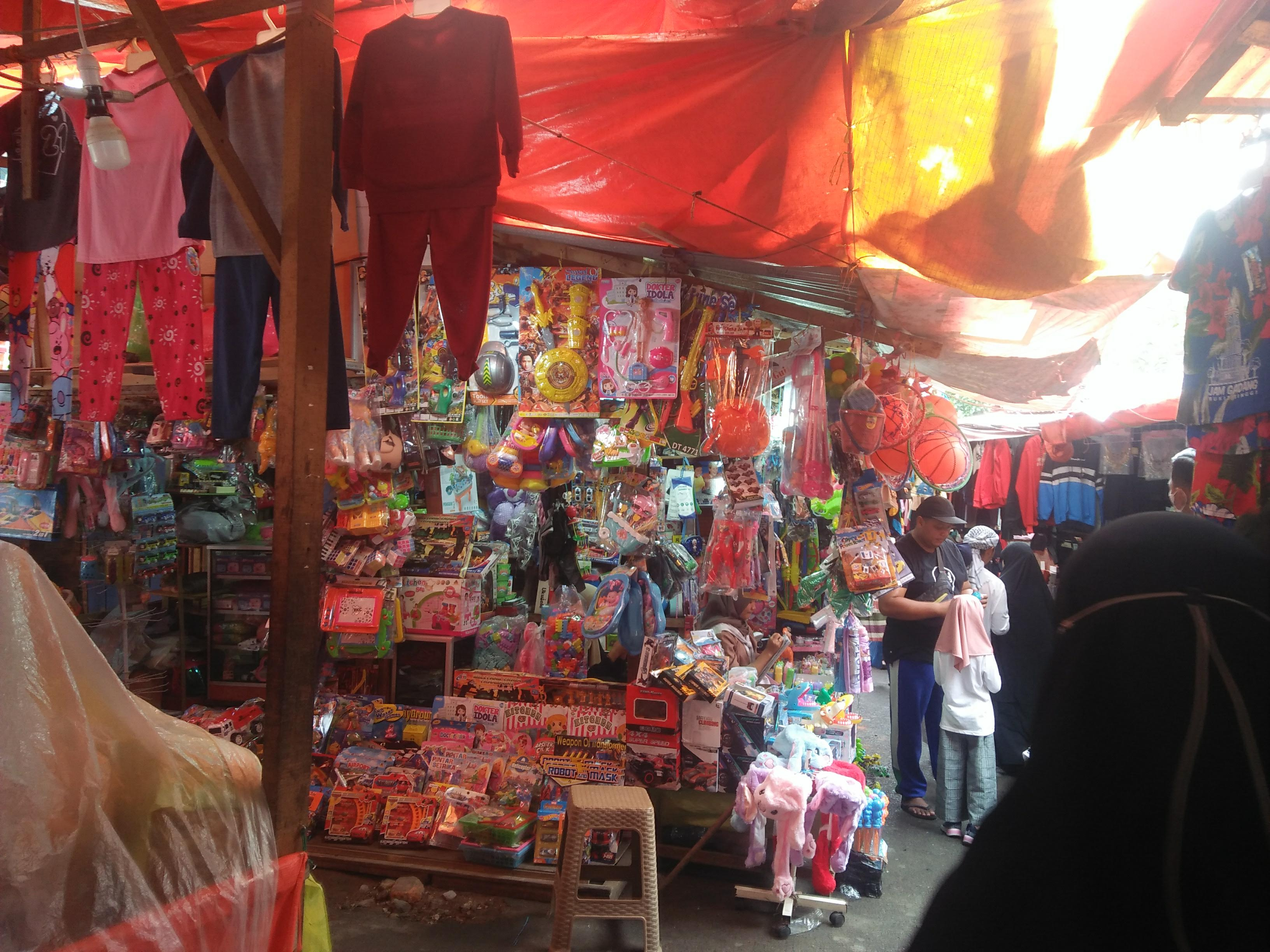
Marché de Pasar Atas.
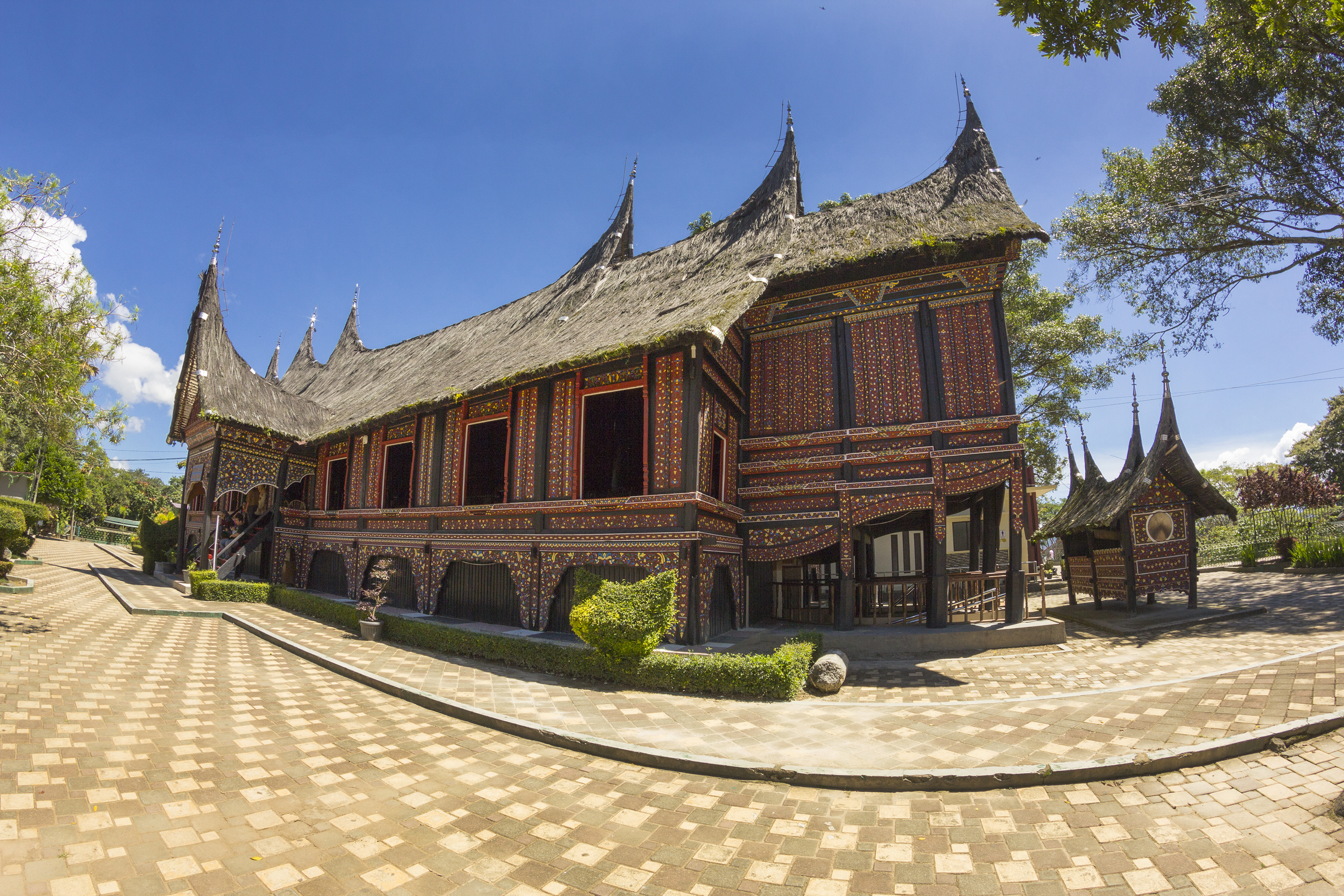
Museum Rumah Kelahiran Bung Hatta.
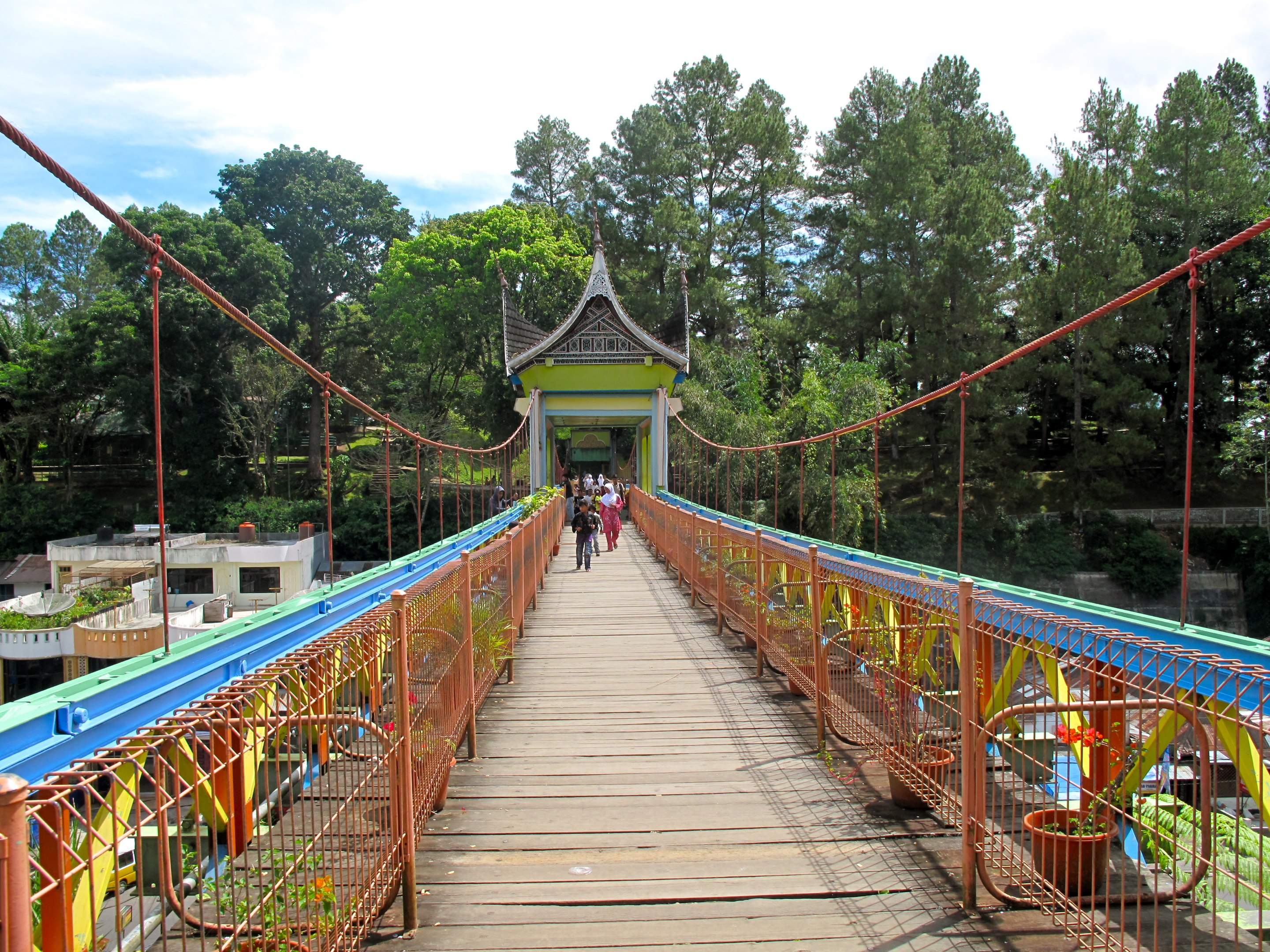
Pont Limpapeh.
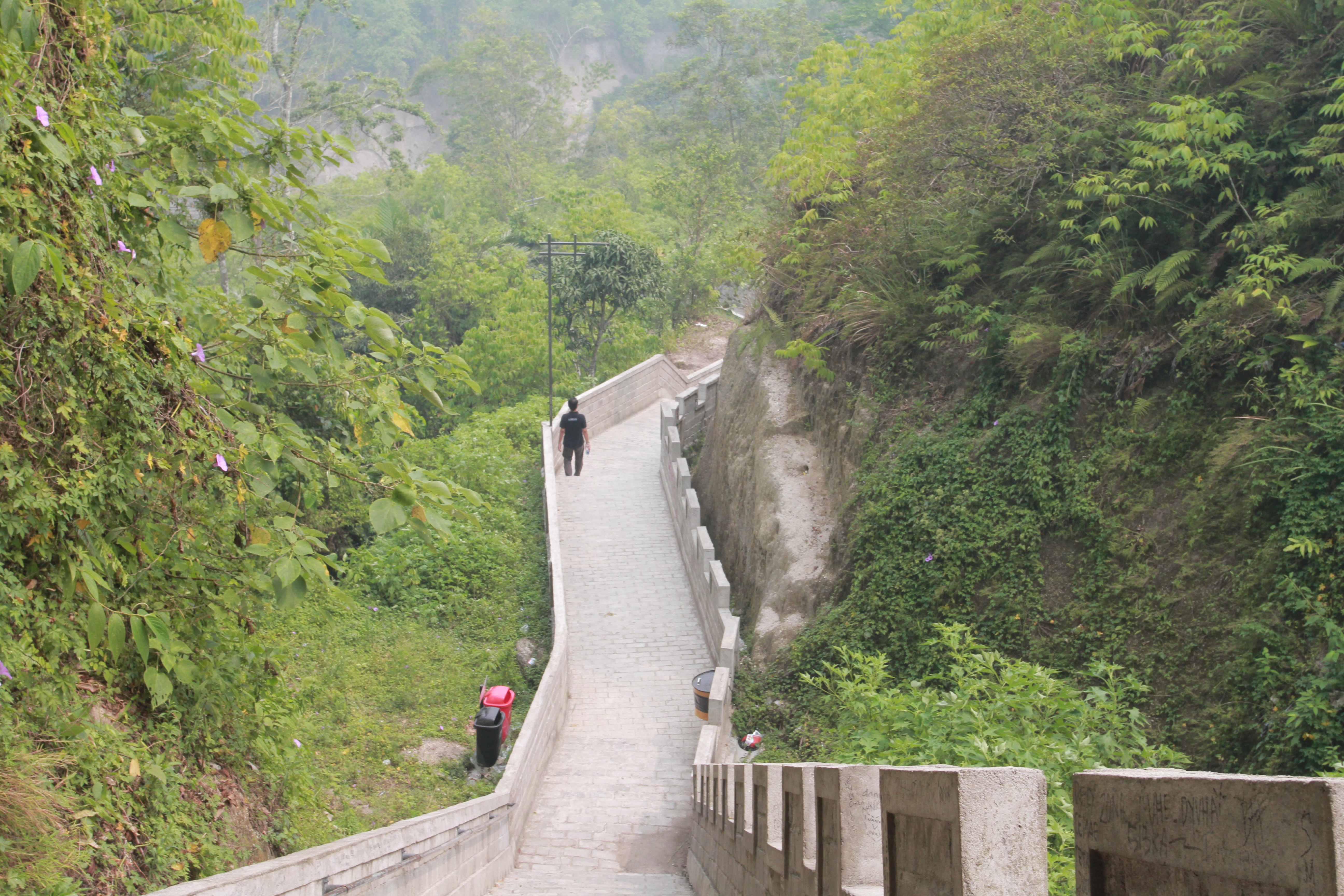
Janjang Koto Gadang.

## Personnalités
- Upiak Isil (1986-), chanteuse pop indonésienne, née à Bukittinggi.
- Mohammad Hatta (1902-1980), homme d'État, né à Bukittinggi.

## Jumelage
- Seremban, Malaisie[12].